# ジェームズ・アーサー
ジェームズ・グレイグ・アーサー(James Greig Arthur、1944年5月18日-)は、調和解析を専門とするカナダの数学者であり、アメリカ数学会の元会長である。トロント大学数学科の教授を務める。

## 経歴
オンタリオ州ハミルトンで生まれ、トロント大学で1966年に学士号、1967年に修士号、イェール大学で1970年に博士号を取得した。1970年から1976年まで同大学で教鞭をとった。1976年にデューク大学に移籍し、1978年にはトロント大学で教授となった。また1976年から2002年までの間に4度に渡り、プリンストン高等研究所で客員研究員を務めた。
ロバート・ラングランズの弟子であり、セルバーグ跡公式を一般の簡約群に一般化したアーサー・セルバーグ跡公式で知られる。これは、ラングランズ・プログラムの研究に最も重要なツールの1つである。彼はまた、アーサー予想も導入した。

## 科学アカデミ会員
1981年にカナダ王立協会フェロー、1992年に王立協会フェローに選ばれた。2003年にはアメリカ芸術科学アカデミーの外国人名誉会員に選ばれた。2012年には、アメリカ数学会フェローとなった。

## 受賞歴
- ジョン・L・シング賞 (1987年)
- CRM・フィールズ・PIMS賞 (1997年)
- ヘンリー・マーシャル・トーリー・メダル (1997年)
- ヘルツバーグメダル (1999年)
- ウルフ賞数学部門 (2015年)
- スティール賞生涯の業績部門 (2017年)

## 関連文献
- Langlands, Robert P. (2001). “The trace formula and its applications: an introduction to the work of James Arthur”. Canadian Mathematical Bulletin 44 (2):  160-209. doi:10.4153/CMB-2001-020-8. ISSN 0008-4395. MR1827854.